# Mimumesa spooneri
Mimumesa spooneri är en stekelart som först beskrevs av Richards 1948.  Mimumesa spooneri ingår i släktet Mimumesa, och familjen Crabronidae. Enligt den finländska rödlistan är arten starkt hotad i Finland. Arten har ej påträffats i Sverige. Artens livsmiljö är åsmoskogar.